# 克爾利傑萊鄉
45°41′N 27°06′E / 45.683°N 27.100°E
克爾利傑萊鄉（羅馬尼亞語：Comuna Cârligele, Vrancea），是羅馬尼亞的鄉份，位於該國東部，由弗朗恰縣負責管轄，面積41平方公里，海拔高度154米，2002年人口2,940，人口密度每平方公里72人。